# Józef Słonecki
Józef Emil Słonecki (ur. 11 sierpnia 1899 we Lwowie, zm. 1 października 1970 w Bytomiu) – polski piłkarz, napastnik, lewoskrzydłowy.
Sukcesy odnosił w Pogoni Lwów, której był długoletnim piłkarzem. W barwach tego klubu w 1922, 1923 i 1925 zostawał mistrzem Polski. W reprezentacji Polski debiutował 23 września 1923 w meczu z Finlandią, ostatni raz zagrał dwa lata później. Łącznie rozegrał sześć spotkań.
Namówiony przez trenera Pogoni, Austriaka Karla Fischera, w połowie lat 20. wyjechał do włoskiego Triestu, gdzie został (wspólnie z kolegą klubowym Emilem Goerlitzem) pierwszym polskim piłkarzem zawodowym.
Po zakończeniu II wojny światowej był trenerem w Polonii Bytom, spadkobierczyni lwowskiej Pogoni. W 1963, wskutek nieszczęśliwego wypadku podczas treningu, stracił lewą nogę. Miał żonę, zmarłą w 1966.
Pochowany na cmentarzu Mater Dolorosa w Bytomiu.

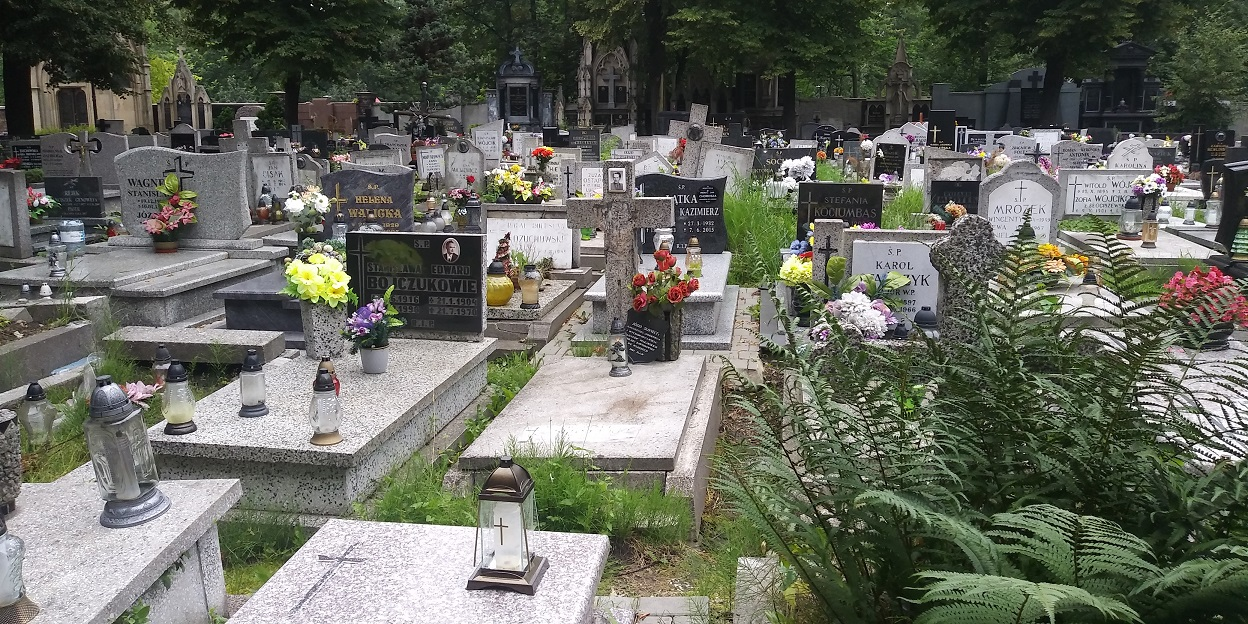
Grób Józefa Słoneckiego na cm. Mater Dolorosa I w Bytomiu.

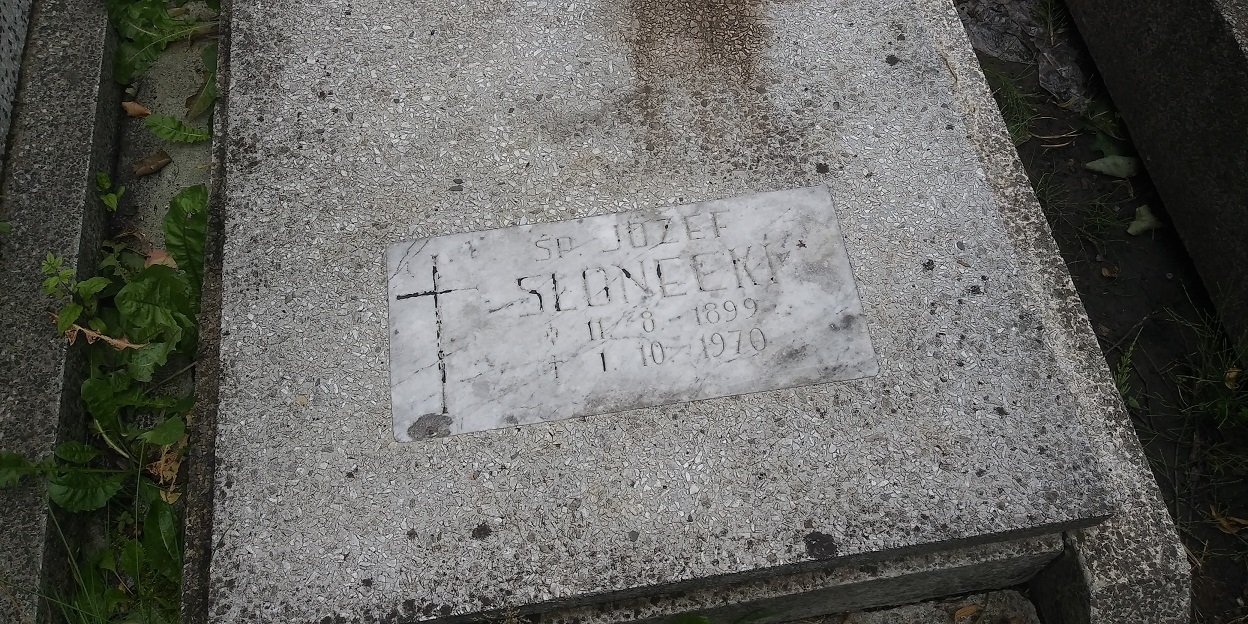
Napis na grobie Józefa Słoneckiego.